# Борулах (приток Адычи)
Борулах (якут. Боруулаах) — река в Якутии (Россия), левый приток Адычи (бассейн Яны). Длина — 316 км, площадь водосборного бассейна — 9470 км². Протекает по Янскому плоскогорью. Наиболее крупные притоки: Халтысы и Хатынгнах. Питание главным образом снеговое. Несудоходна.